# Europa Laica
Europa Laica es una organización sin ánimo de lucro española promotora del laicismo y la libertad de conciencia, el Estado laico y la separación Iglesia-Estado. Fue fundada el 3 de marzo de 2001. Es miembro de la Red Laicista Europea y la Asociación Internacional de Libre Pensamiento. Mantiene el Observatorio del Laicismo (laicismo.org).

## Historia
Fue fundada el 3 de marzo de 2001, tiene su sede en el Club de Amigos de la Unesco de Madrid, y socios en todas las provincias españolas, y varios países europeos entre otros.
Se financia con cuotas y aportaciones de sus personas asociadas y simpatizantes, venta de libros y otro material, no recibiendo ninguna subvención pública.

### Concepción del laicismo
Se define como laicista, entendiendo por laicismo "el establecimiento de las condiciones jurídicas, políticas y sociales idóneas para el desarrollo pleno de la libertad de conciencia, base de los Derechos Humanos. Defiende el pluralismo ideológico en pie de igualdad como regla fundamental del Estado de Derecho y el establecimiento de un marco jurídico adecuado y efectivo que lo garantice y lo proteja frente a toda interferencia de instituciones religiosas que implique ventajas o privilegios."

### Objetivos programáticos
Los objetivos principales de la organización son:
- La efectiva separación del Estado de las religiones, la eliminación de privilegios jurídicos, políticos, simbólicos, económicos y tributarios de entidades organizadas de cualquier naturaleza, ya sean religiosas o no. Promueven el fin de financiación de las religiones por el Estado, el fin de las exenciones fiscales, la eliminación de los símbolos religiosos en instituciones públicas y centros educativos así como la eliminación y financiación de la asignatura de religión en la educación pública.[3]
- La promoción de una Ley de Libertad de Conciencia en España.
- La derogación de la Ley de Libertad Religiosa de 1980 y del Concordato y de los Acuerdos con la Santa Sede de 1979 firmados con el Estado español.

### Propuesta de Ley de Libertad de Conciencia
Europa Laica presentó en 2009 a las organizaciones políticas parlamentarias una propuesta de Ley Orgánica de Libertad de Conciencia que actualizó en 2022. En ella se recogen los derechos de las personas a título individual y los derechos y deberes de las entidades jurídicas, basados en la defensa radical de la libertad de conciencia, la igualdad y la eliminación de privilegios, así como establece la laicidad de las instituciones del Estado, incluida la educación tanto de titularidad estatal como privada financiada con fondos públicos (concertada).

### Denuncia del Concordato y los Acuerdos con la Santa Sede
Europa Laica propugna la Reforma de la Constitución española de 1978 en sus artículos 16 y 27, la derogación del Concordato español de 1953 -modificado por el Acuerdo entre el Estado español y la Santa Sede de 1976 así como los cuatro Acuerdos entre el Estado español y la Santa Sede de 1979, firmados el 3 de enero de 1979. La Constitución española entró en vigor el 29 de diciembre de 1978, cinco días antes de la firma de los acuerdos que se negociaron en secreto durante la elaboración de la Constitución de 1978 por el entonces ministro de Asuntos Exteriores, Marcelino Oreja y el secretario de Estado de la Santa Sede Jean Villot. También demanda la eliminación de las figuras de blasfemia o escarnio así como el delito de herir sentimientos religiosos del Código penal español.

## Junta Directiva de la Asociación
El órgano de gobierno de la asociación es su Junta Directiva, cuyo mandato tiene una duración de cuatro años. Es presidida por el presidente de la Asociación, quien también preside la Asamblea.
La presidencia y vicepresidencia de la Asociación la han ostentado:
| Presidencia                   | Vicepresidencia           | Período         |
| ----------------------------- | ------------------------- | --------------- |
| Juan Francisco González Barón |                           | 2001-2004       |
| Juan Francisco González Barón | Francisco Delgado Ruiz    | 2004-2008       |
| Francisco Delgado Ruiz        | Rosario Segura Graiño     | 2008-2011       |
| Francisco Delgado Ruiz        | Andrés Carmona Campo      | 2011-2014       |
| Francisco Delgado Ruiz        | Manuel Navarro Lamolda    | 2014-2017       |
| Antonio Gómez Movellán        | Obdulia Díez Álvarez      | 2017-2021       |
| Juan José Picó Pastor         | Obdulia Díez Álvarez      | 2021-2024       |
| Pablo Gutiérrez Toral         | Obdulia Díez Álvarez      | 2024-2025       |
| José Antonio Naz Valverde     | Ana Baragaña Asurabarrena | 2025-actualidad |

## Observatorio del Laicismo (laicismo.org)

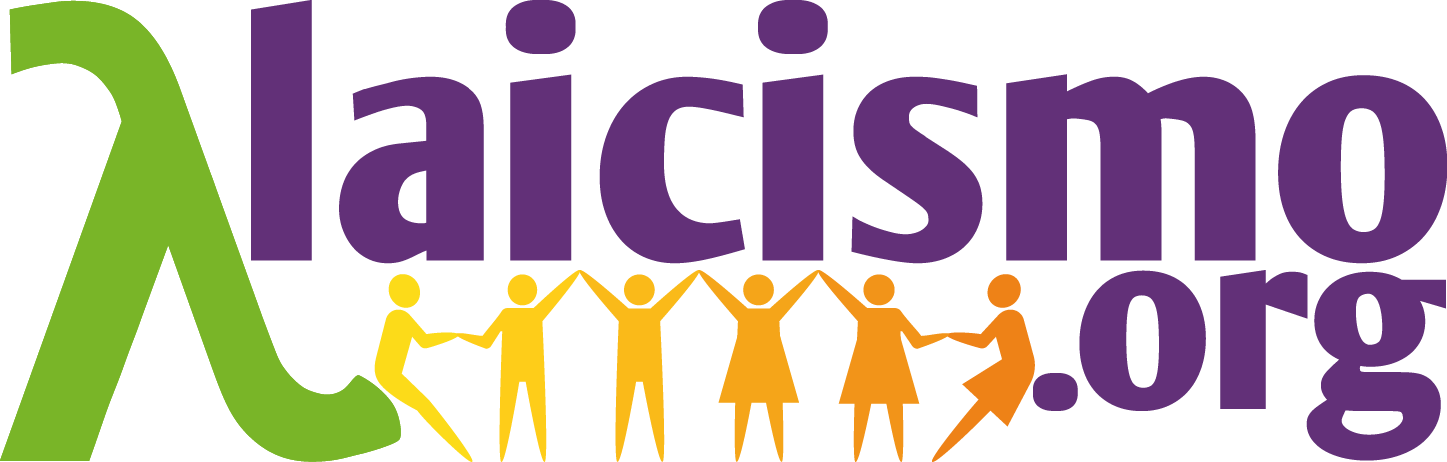
Logotipo del Observatorio del Laicismo

El Observatorio del Laicismo, también conocido como Observatorio de la Laicidad, es un proyecto de Europa Laica con el objetivo de hacer seguimiento del estado de la libertad de conciencia y la laicidad estatal en el mundo, así como reunir todo el material sobre el laicismo en castellano.
Fue creado en 2003 por Granada Laica (actualmente grupo territorial de Andalucía Laica - Europa Laica). Desde su creación y hasta 2020, fue coordinado por Manuel Navarro Lamolda, quien también fue vicepresidente de Europa Laica y coordinador de Granada Laica y de Andalucía Laica.
El Observatorio sistematiza información y genera datos y estadísticas de España como el listado de honores y distinciones a entes religiosos, subvenciones a entidades religiosas, y subvenciones para restauración de patrimonio eclesiástico. También hace un seguimiento de medios de comunicación digitales, blogs y otros sitios web de todo el mundo, recopilando todas las publicaciones relacionadas con el laicismo, contando con unas 70.000 publicaciones archivadas en su sitio web.